# しゅわりん☆どり〜みん
『しゅわりん☆どり〜みん』は、2017年7月12日に発売されたPastel*Palettesのデビューシングルである。
本作を歌うPastel*Palettesは、メディアミックスプロジェクト『BanG Dream!』の一環として誕生したユニットであり、プロジェクト内では芸能事務所に所属するアイドル候補生たちによって結成されたという設定を持つ。
表題曲「しゅわりん☆どり〜みん」は、ゲーム『バンドリ! ガールズバンドパーティ!』を原作とするショートアニメ『ぱすてるらいふ』の主題歌として起用されたほか、同じ作品を原作とするショートアニメ『BanG Dream! ガルパ☆ピコ』の挿入歌にも使われている。
初回生産特典はA4クリアポスターが付属し、キャラクターサイン入りチェキ風カード（全6種の内ランダムで1枚）とイベント参加抽選券が封入される。また、今作がオリコンデイリーの指定順位にランクインした際にゲーム内アイテムを配布するキャンペーンが実施された。

## 作品背景
本作は、多くの『BanG Dream!』作品同様、Elements Gardenが制作に携わっている。
メンバーの一人である丸山彩を演じた前島亜美がメディアとのインタビューで話したところによると、ゲームのボイス収録に先駆けて「しゅわりん☆どり〜みん」の収録が行われたとされている。加えて、前島はそれまでキャラクターとして歌う経験がなかったため、自分にできる最大限のかわいい声で歌おうと意気込んだらOKをもらえたと、2021年のアニメ!アニメ!とのインタビューの中で振り返っている。
5トラック目の「トラブル発生！？初めての合同練習」は、ボイスドラマである。

## 収録曲
- 全作詞：織田あすか、全作曲・編曲：末益涼太[11]

1. しゅわりん☆どり〜みん
2. パスパレボリューションず☆
3. しゅわりん☆どり〜みん（instrumental）
4. パスパレボリューションず☆（instrumental）
5. トラブル発生！？初めての合同練習

## パフォーマンス
「しゅわりん☆どり〜みん」は、何度もライブで披露されており、2020年1月に行われた『Pastel＊Palettes特別公演 ～まんまるお山に彩りスペシャル☆～』で披露された際、前島は「初期の頃から大切にしている」と話している。

## チャート成績
2017年7月24日付オリコン・週間シングルチャートで週間4位を記録、初週に約1.4万枚を売り上げた。なお、週間5位以内およびアニメ週間1位を獲得するのは、プロジェクトおよびユニットを通して今作が初である。また、2017年7月時点でのプロジェクト関連作品の最高順位であったRoseliaのシングル「BLACK SHOUT」の週間7位も更新し、2018年5月にRoseliaのアルバム「Anfang」がオリコン週間2位を記録するまでは、プロジェクト関連作品の最高順位であった。

## 評価
4Gamer.netの楽器は「しゅわりん☆どり～みん」について、「しゅわしゅわして弾ける系のサイダーポップなアイドルソング」と評している。
また、CDJournalのミニレビューもポップな作風を評価し、アイドル的な魅力も備えているとしている。